# Teloché
Teloché ist eine französische Gemeinde mit 3043 Einwohnern (Stand 1. Januar 2022) im Arrondissement Le Mans im Département Sarthe in der Region Pays de la Loire. Ihre Einwohner heißen Télochéens.

## Geografie
Teloché liegt circa 15 Kilometer südlich von Le Mans. Die Sarthe fließt acht Kilometer entfernt nordwestlich. Durch den Ort fließt der Rhonne.

## Infrastruktur
Die Landstraßen D 140 und D 144 kreuzen sich im Ort. Die Autoroute A28 von Le Mans nach Tours verläuft drei Kilometer entfernt östlich.

## Bevölkerungsentwicklung
Die Einwohnerzahl von Teloché ist von 1962 bis 2008 gestiegen – von 1744 auf 3034 Einwohner.